# Karl Hauenschild
Karl Hauenschild (* 30. August 1920 in Hannover; † 28. Februar 2006 in Hemmingen) war ein deutscher Gewerkschafter und Politiker der SPD.

## Leben
Hauenschild machte eine Lehre als Industriekaufmann, ehe er 1940 zur Wehrmacht eingezogen wurde. Nach Entlassung aus amerikanischer Kriegsgefangenschaft 1945 kehrte er nach Hannover zurück und trat dort in die SPD und in die Gewerkschaft ein. 1948 bereitete er den Gründungskongress der IG Chemie-Papier-Keramik in der britischen und amerikanischen Besatzungszone vor. 1969 wurde er als Nachfolger von Wilhelm Gefeller zum Bundesvorsitzenden der IG Chemie gewählt. Er galt als Vertreter des Konzepts der „Sozialpartnerschaft“. Auf dem Hamburger DGB-Kongress 1975 sprach er sich gegen die von linken Gewerkschaftern geforderte staatliche Investitionslenkung aus. Nach der Europawahl 1979 war er für einige Monate bis Januar 1980 Mitglied des 1. Europaparlaments und hier im Landwirtschaftsausschuss tätig.

## Mitgliedschaften
- 1973: Mitglied der Trilateralen Kommission.[2]